# Oligodon booliati
Espèce
Statut de conservation UICN

 CR B1ab(iii) : 
En danger critique
Oligodon booliati est une espèce de serpent de la famille des Colubridae.

## Répartition
Cette espèce est endémique de Tioman en Malaisie.

## Description
Cette espèce n'est connue que par trois spécimens : deux femelles adultes et un subadulte mâle. La plus grande femelle mesure 51 cm dont 12 cm pour la queue. Son dos et ses flancs sont brun rougeâtre foncé et sa face ventrale rose saumon s'intensifiant vers la pointe de la queue.

## Étymologie
Son nom d'espèce, booliati, lui a été donné en l'honneur de Boo Liat Lim du Department of Wildlife and National Parks en Malaisie péninsulaire pour sa contribution à la connaissance de l'histoire naturelle de Malaisie. On lui doit notamment la description d'une espèce de serpent, Macrocalamus tweediei Lim, 1963. C'est également l'auteur d'un livre populaire, Poisonous Snakes of Peninsular Malaysia.

## Publication originale
- Leong & Grismer, 2004 : A new species of Kukri snake, Oligodon (Colubridae), from Pulau Tioman, West Malaysia. Asiatic Herpetological Research, vol. 10, p. 12-16 (texte intégral).